# Shefa Amr
Shefa Amr (Arabisch: شفا عمر Shafâ `Amr; Hebreeuws: שפרעם Shfar'am) is een Israëlische stad in zuidwest Galilea met in september 2003 30.900 inwoners, voornamelijk Arabische Israëliërs, waarvan 57,3% moslims, 27,5% christenen en 14,7% Druzen. De Joodse bevolking van de plaats is zeer gering. Shefa Amr heeft stadsrechten verkregen in 1987.
De meerderheid van de bevolking in Shefa Amr zijn mannen; er leven 993 vrouwen op elke 1000 mannen. De grootste bevolkingsgroep is 0-9 jaar oud, 26,3% van de bevolking. 
De plaats scoort laag op de socio-economische schaal van het Israëlisch Centraal Bureau voor de Statistiek: 3 uit 10 (december 2001). 57,7% van de leerlingen die de zesde klas van de middelbare school voltooien hebben recht op een volledig eindexamendiploma vwo. Het gemiddelde aantal leerlingen per klas over lager en middelbaar onderwijs was 30,0. Het gemiddelde salaris van werknemers over het jaar 2000 was 3836 sjekel (vergeleken bij een landelijk gemiddelde van 6835).

## 1948
In de Arabisch-Israëlische Oorlog van 1948 voltooide Operatie Palmboom de Israëlische verovering van het westelijk gedeelte van Galilea. Sommige Palestijnse dorpen bleven daarbij intact, waaronder Shefa Amr. Dit stadje groeide in snel tempo vanwege de vluchtelingen/verjaagden uit de regio die er een toevlucht vonden. Een belangrijke factor bij het intact blijven van Shefa Amr was het feit dat het een gemengd stadje betrof met druzen, christenen en moslims.